# Шахта «Ольховатская»
Шахта «Ольховатская» — угледобывающее предприятие Украины (пгт Ольховатка Енакиевского горсовета Донецкой области). 
Входит в состав государственного предприятия «Орджоникидзеуголь».
Входит в утверждённый Кабинетом министров Украины перечень шахт, которые планируется приватизировать в 2012–2014 годах.

## История
Первые шахты в районе Ольховатки были построены в годы первых пятилеток. 
В конце 50-х годов XX века ряд шахт Ольховатки закрыли, а оставшиеся посадили на один горизонт и свели в одну — №12.
C 1972 года шахта получила название «Ольховатская». 
В 70-е годы были проведены новые геологические исследования, в ходе которых были обнаружены новые запасы угля, позволяющие вести его добычу на протяжении следующих 180-300 лет. Поэтому был разработан проект строительства нового вертикального ствола, проект был воплощён в жизнь к 1993 году. 
Отсутствие государственного финансирования, хронические невыплаты заработной платы шахтёрам, частая смена руководителей шахты, поставили «Ольховатскую» в сложные условия работы, а после пожара в декабре 2001 года над ней нависла угроза полного закрытия. 

## Текущее состояние
Численность штата предприятия по состоянию на 2011 год — 825 человек.
Шахта «Ольховатская» – единственное промышленное предприятие, которое даёт работу населению поселка. С ней связаны ряд объектов соцкультбыта: электро- и водоснабжение посёлка идёт через шахту.

## Происшествия
13 мая 2011 года в результате аварии на горизонте 546 метров произошло обрушение породы. Два горняка погибли.

## Интересные факты
- В 1966 году машинисту горных выемочных машин шахты Савченко Григорию Ефимовичу (1919–1979) было присвоено звание Героя Социалистического Труда.

- С 1984 по 1986 год мастером участка и помощником директора по кадрам и быту шахты «Ольховатская» работал министр аграрной политики и продовольствия Украины (с 2010 года) Н.В. Присяжнюк.

## Источник
- Горный энциклопедический словарь